# MongoDB
Pour les articles homonymes, voir Mongo.
MongoDB (de l'anglais humongous qui peut être traduit par « énorme ») est un système de gestion de base de données orienté documents, répartissable sur un nombre quelconque d'ordinateurs et ne nécessitant pas de schéma prédéfini des données. Il est écrit en C++. Le serveur et les outils sont distribués sous licence SSPL, les pilotes sous licence Apache et la documentation sous licence Creative Commons. Il fait partie de la mouvance NoSQL.

## Historique
MongoDB est développé depuis 2007 par MongoDB. Cette entreprise travaillait alors sur un système de Cloud computing, informatique à données largement réparties, similaire au service Google App Engine de Google.
Il est depuis devenu un des SGBD les plus utilisés, notamment pour les sites web de Craigslist, eBay, Foursquare, SourceForge.net, Viacom, pagesjaunes et le New York Times.

## Licence

### MongoDB Community Server
Depuis octobre 2018, MongoDB est publié sous la Server Side Public License (SSPL), une licence développée par le projet. Elle remplace la GNU Affero General Public License, et est presque identique à la GNU General Public License version 3, mais exige que ceux qui rendent le logiciel disponible au public dans le cadre d'un service doivent rendre l'ensemble du code source du service disponible sous cette licence,. La SSPL a été soumise pour certification à l'Open Source Initiative  mais a ensuite été retirée devant les réticences de l'OSI. En janvier 2021, l'OSI a déclaré que la SSPL n'est pas une licence de logiciel libre. Les pilotes de langue sont disponibles sous une Licence Apache. En outre, MongoDB Inc. propose des licences propriétaires pour MongoDB. Les dernières versions sous licence AGPL version 3 sont la 4.0.3 (stable) et la 4.1.4.
MongoDB a été supprimé des distributions Debian, Fedora et Red Hat Enterprise Linux en raison du changement de licence. Fedora a considéré que la version 1 de la SSPL n'est pas une licence de logiciel libre parce qu'elle est « intentionnellement conçue pour être agressivement discriminatoire » envers les utilisateurs commerciaux,.

## Principales caractéristiques

### Données manipulées
MongoDB permet de manipuler des objets structurés au format BSON (JSON binaire), sans schéma prédéterminé. En d'autres termes, des clés peuvent être ajoutées à tout moment « à la volée », sans reconfiguration de la base.
Les données prennent la forme de documents enregistrés eux-mêmes dans des collections, une collection contenant un nombre quelconque de documents. Les collections sont comparables aux tables, et les documents aux enregistrements des bases de données relationnelles. Contrairement aux bases de données relationnelles, les champs d'un enregistrement sont libres et peuvent être différents d'un enregistrement à un autre au sein d'une même collection. Le seul champ commun et obligatoire est le champ de clé principale ("id"). Par ailleurs, MongoDB ne permet ni les requêtes très complexes standardisées, ni les JOIN, mais permet de programmer des requêtes spécifiques en JavaScript.
Pour des données mises en page de la manière suivante :
| ID | Nom      | Prénom | Âge  |
| -- | -------- | ------ | ---- |
| 6  | DUMOND   | Jean   | 43   |
| 7  | PELLERIN | Franck | NULL |
| 8  | MARTIN   | Emile  | 62   |
| 9  | KING     | NULL   | 51   |

Le code correspondant dans le fichier de stockage d'une table (par exemple csv) d'un tableur (par exemple Calc de LibreOffice) est :
```
ID,Nom,Prénom,Âge
6,DUMOND,Jean,43
7,PELLERIN,Franck
8,MARTIN,Emile,62
9,KING,,51

```

On remarque qu'une valeur peut être manquante (NULL), mais que chaque ligne comporte le même nombre de champs.
Différemment, pour la même mise en page (par exemple une page .php dans un navigateur web) une collection NoSQL peut présenter des champs différents à chaque ligne (et même imbriquer plusieurs champs dans une ligne) :
```
{

"_id"
:
 
ObjectId
(
"4efa8d2b7d284dad101e4bc7"
),

"Nom"
:
 
"DUMOND"
,

"Prénom"
:
 
"Jean"
,

"Âge"
:
 
43

},

{

"_id"
:
 
ObjectId
(
"4efa8d2b7d284dad101e4bc8"
),

"Nom"
:
 
"PELLERIN"
,

"Prénom"
:
 
"Franck"
,

"Adresse"
:
 
"1 chemin des Loges"
,

"Ville"
:
 
"VERSAILLES"

},

{

"_id"
:
 
ObjectId
(
"4efa8d2b7d284dad101e4bc9"
),

"Nom"
:
 
"KING"
,

"Âge"
:
 
"51"
,

"Adresse"
:
 
"36 quai des Orfèvres"
,

"Ville"
:
 
"PARIS"

}

```

On remarque tout de suite que des champs nouveaux ont été ajoutés dans les enregistrements les plus récents, sans impact sur l'enregistrement le plus ancien. C'est ce qui fait la spécificité des NoSQL.
On remarque également que ce stockage sous forme « attribut="valeur" » est très proche du XML. Par ailleurs, une sauvegarde de base de données ((en)dump) en langage de requête SQL peut également prendre cette forme « attribut="valeur" », mais elle n'est exploitable que recréée sous forme de tables (dans un SGBD).
Les documents d'une collection MongoDB peuvent comporter des champs différents (note : le champ "_id" est un champ obligatoire, généré et ajouté par MongoDB, c'est un index unique qui permet d'identifier le document).
Dans un document, des champs peuvent être ajoutés, supprimés, modifiés et renommés à tout moment. Contrairement aux bases de données relationnelles, il n'y a pas de schéma prédéfini. La structure d'un document est très simple et se compose de paires clef/valeur à la manière des tableaux associatifs, la clef est le nom du champ, la valeur son contenu (voir à ce propos le format JSON). Les deux sont séparés d'un signe deux-points ":" comme le montre l'exemple ci-dessus. Une "valeur" peut être un nombre ou du texte, mais aussi une donnée binaire (comme une image) ou une collection d'autres paires clefs/valeurs comme le montre l'exemple ci-dessous :
```
{

"_id"
:
 
ObjectId
(
"4efa8d2b7d284dad101e4bc7"
),

"Nom"
:
 
"PELLERIN"
,

"Prénom"
:
 
"Franck"
,

"Âge"
:
 
29
,

"Adresse"
:
 

     
{

      
"Rue"
 
:
 
"1 chemin des Loges"
,

      
"Ville"
:
 
"VERSAILLES"

     
}

}

```

Ici sont imbriqués des documents : le champ "Adresse" contient un document de deux champs : "Rue" et "Ville".
Certaines opérations sur les champs telles que l'incrémentation peuvent être effectuées de façon atomique, c'est-à-dire sans déplacement ni copie du document.

### Manipulation des données
MongoDB est livré avec des liaisons pour les principaux langages de programmation :
- C
- C++
- Dart
- Erlang
- Go
- Haskell
- Java
- JavaScript
- .NET (C# F#, PowerShell, etc)
- Perl
- PHP
- Python
- Ruby
- Rust
- Scala

Ces pilotes permettent de manipuler la base de données et ses données directement depuis ces langages. Cependant MongoDB possède également un outil qui peut être utilisé en ligne de commande et qui donne accès au langage natif de la base de données : le JavaScript, par l'intermédiaire duquel on peut également manipuler la base.
En tapant :
```
./mongo
```

dans la ligne de commande du système d'exploitation, on lance l'interpréteur de commandes interactif de MongoDB.
Depuis la version 5.0 de MongoDB, mongo est remplacé par mongosh (pour MongoDB Shell) qu'il faut installer en plus de MongoDB.
Dans une base de données nommée vente qui contient plusieurs collections, voici comment on afficherait tous les documents de la collection nommée clients :
```
 
>
 
use
 
vente
           
// Sélectionne la base de données "vente"

 
>
 
db
.
clients
.
find
();
  
// Cherche et affiche tous les documents de la collection "clients".

```

Le résultat s'imprime à l'écran :
```
{
 
"_id"
:
 
28974
,
 
"Nom"
:
 
"ID Technologies"
,
 
"Adresse"
 
:
 
"7 Rue de la Paix, Paris"
}

{
 
"_id"
:
 
89136
,
 
"Nom"
:
 
"Yoyodine"
,
 
"Adresse"
 
:
 
"8 Rue de la Reine, Versailles"
}

```

La documentation officielle (voir la section liens externes) de MongoDB décrit en détail les mécanismes de manipulation de données par l'intermédiaire de l'outil mongo. Pour manipuler les bases MongoDB depuis un langage de programmation, il convient en revanche de se reporter à la documentation correspondant au pilote (driver) du langage en question.

### Solutions basées sur MongoDB

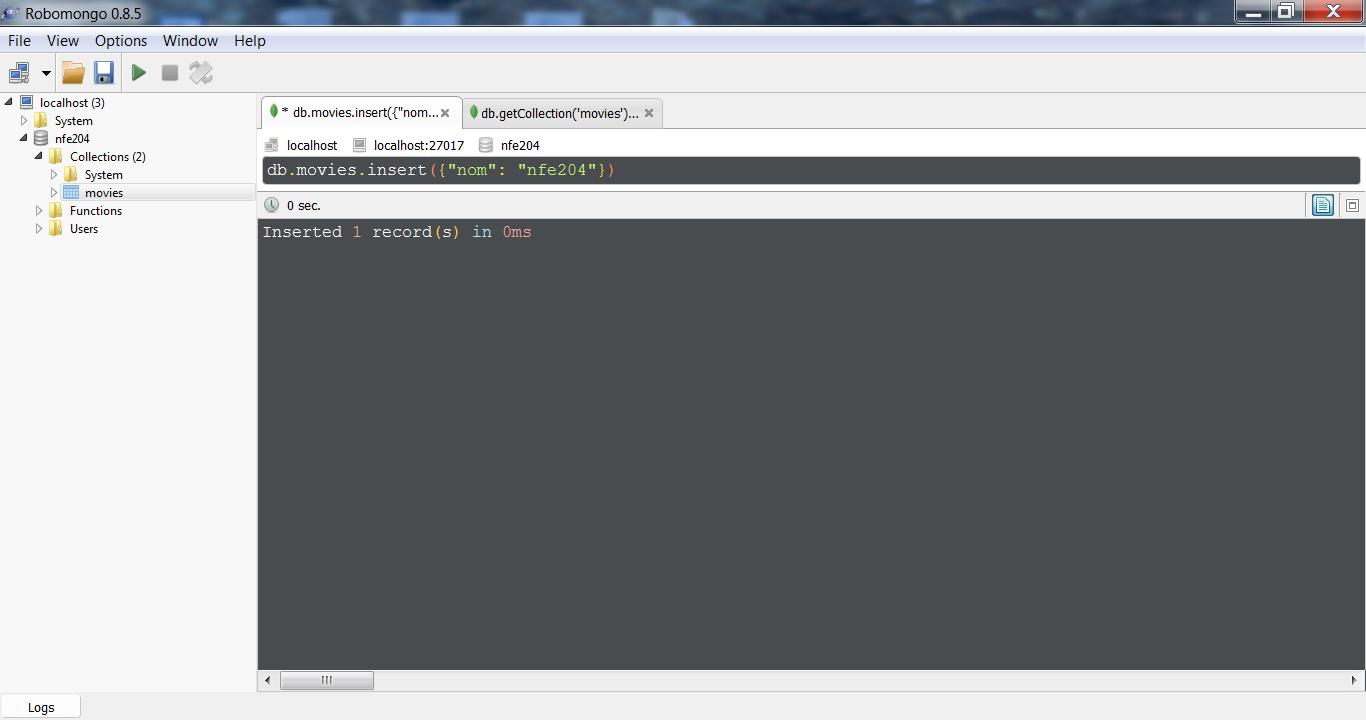
Insertion d'un enregistrement dans MongoDB avec Robomongo 0.8.5.

Le site MongoDB Tools (indépendant de l'entreprise MongoDB) référence différentes solutions utilisant la base MongoDB.
Un exemple notable d'application cliente de gestion de ce système de gestion de base de données est Robo 3T (Anciennement Robomongo).

### Utilisation comme système de fichiers
MongoDB peut être utilisé comme système de fichiers; cette fonction assez inhabituelle pour une base de données permet pourtant de profiter de toutes les caractéristiques décrites dans la section Déploiement, à savoir la réplication et la répartition de données sur un ensemble de serveurs, et de les mettre à profit pour gérer des fichiers.
Cette fonction, nommée GridFS, est incluse dans les pilotes fournis avec MongoDB et utilisable sans difficulté particulière dans les langages de programmation. Le programmeur dispose de fonctions pour manipuler les fichiers et leur contenu, MongoDB se chargeant de leur gestion.
Dans un système fonctionnant sur plusieurs serveurs MongoDB, les fichiers peuvent ainsi être automatiquement répartis et dupliqués entre les ordinateurs de façon transparente, offrant au système la tolérance aux pannes et la répartition de la charge que MongoDB apporte aux données.

### Positionnement
Les bases de données hiérarchiques ont été développées pour les matériels peu puissants des années 1970. Ceux des années 1990, plus puissants, ont pu utiliser le modèle relationnel (bien plus consommateur, mais beaucoup plus souple). Les années 2010 permettent l'introduction des bases not-only-SQL ("NoSQL" : pas-seulement-SQL) comme MongoDB associant aux données des attributs (ou champs) placés à la demande en temps réel, et exploitables ensuite par le biais de requêtes. Chacune de ces deux approches tire profit de la baisse des coûts et de l'augmentation de puissance du matériel pour permettre des développements plus simples et plus rapides.

### Popularité
Selon db-engines.com, MongoDB occupe la 5e place dans le classement des systèmes de gestion de bases de données les plus populaires en mars 2017, tous types confondus, et la première place pour les systèmes de gestion de bases de données NoSQL (en nombre de résultats de recherches Google et Bing, et en nombre de requêtes Google).

### Déploiement
MongoDB prend en charge la réplication via un modèle maître-esclave à des fins de résistance aux pannes et de répartition de la charge.
En pratique MongoDB peut tourner sur plusieurs ordinateurs, en répartissant ou en dupliquant les données. Il est ainsi possible de répartir les données sur plusieurs machines pour répartir la charge de travail, mais il est également possible de dupliquer les données de chaque ordinateur sur un ou plusieurs autres ordinateurs afin de garder le système de base de données opérationnel même en cas d'une panne de l'un d'eux. MongoDB rend d'ailleurs ces configurations aisées à mettre en place en les automatisant. De cette façon, il est tout à fait possible d'ajouter à la volée un ou des ordinateurs à une base de données en cours de fonctionnement.

### Performance et surveillance (monitoring)

#### Métriques à surveiller
Des problèmes de performance de MongoDB peuvent avoir un impact important sur les applications utilisant cette base de données dans leur infrastructure en production. Afin de les éviter, il est indispensable de surveiller les métriques (statistiques) clés fournies par MongoDB, que vous utilisiez MongoDB avec WiredTiger, maintenant par défaut, ou bien MMAPv1 :
- Débit / opérations :
  - Nombre de requêtes de lecture de données,
  - Nombre de requêtes d'écriture de données,
  - Nombre de clients effectuant avec des opérations de lecture de données en cours ou en attente,
  - Nombre de clients effectuant avec des opérations d'écriture de données en cours ou en attente ;
- Performance de la base de données :
  - Taille de l'oplog,
  - Fenêtre de l'oplog,
  - Lag de réplication,
  - « Headroom » de réplication,
  - Statut des membres du réplica set ;
- Utilisation des ressources :
  - Nombre de clients connectés au serveur de la base de données,
  - Nombre de connexions non utilisées disponibles pour les nouveaux clients ;
- Saturation des ressources :
  - Nombre de requêtes de lecture de données en attente,
  - Nombre de requêtes d'écriture de données en attente ;
- Erreurs (asserts).

#### Collection des métriques
Toutes ces statistiques peuvent être collectées de trois façons :
- En utilisant les utilitaires comme mongostat ou mongotop. Les utilitaires, offerts par MongoDB, peuvent fournir en temps réel des statistiques à propos des clusters MongoDB et sont particulièrement utiles pour vérifier sur le moment l'état de la base de données.
- Avec des commandes lancées directement sur le moteur de base de données, via un client,
- Au travers d'outils de surveillance